# Cardo gobbo di Nizza Monferrato
Il Cardo gobbo di Nizza Monferrato è un vegetale che rientra nel genere Cynara, appartenente alla famiglia delle Asteraceae, anche detta Compositae.

## Descrizione
Noto nella varietà detta spadone, ha per nome scientifico Cynara cardunculus L. var. altilis D.C. e per area di produzione Nizza Monferrato e i comuni limitrofi, in particolar modo i terreni sabbiosi del fiume Belbo.
La denominazione "gobbo" deriva dal tipo di coltivazione cui è sottoposto.  A Nizza Monferrato questo ortaggio, per superare la rigidità dell'inverno, viene parzialmente sotterrato; in questo modo la pianta, nel tentativo di cercare la luce, si curva verso l'alto assumendo la caratteristica forma gobba. Questo trattamento permette alla pianta di superare i mesi più freddi e, in particolare, rende il gambo bianco, più tenero e delicato al palato. Nel saluzzese, invece, il cardo viene impacchettato con pesanti fogli di carta legati intorno strettamente: la pianta assume così un aspetto diritto, bianco e tenero.

## Uso in cucina
Famoso è il suo utilizzo nella bagna càuda, piatto tipico della gastronomia piemontese.

## Riconoscimenti
- Il cardo gobbo di Nizza è inserito nell'elenco dei Prodotti agroalimentari tradizionali italiani dalla regione Piemonte.
- Il cardo gobbo è Presidio Slow Food.